# Kranzburg
Cet article possède un paronyme, voir Kransburg.
Kranzburg est une municipalité américaine située dans le comté de Codington, dans l'État du Dakota du Sud. Selon le recensement de 2010, elle compte 172 habitants. La municipalité s'étend sur 0,76 milles carrés (1,97 km2).
La ville doit son nom aux frères Kranz, qui comptent parmi les premiers habitants de la région.

## Démographie
| 1960 | 1970 | 1980 | 1990 | 2000 | 2010 |
| ---- | ---- | ---- | ---- | ---- | ---- |
| 156  | 143  | 136  | 132  | 185  | 172  |